# Ritos maçônicos

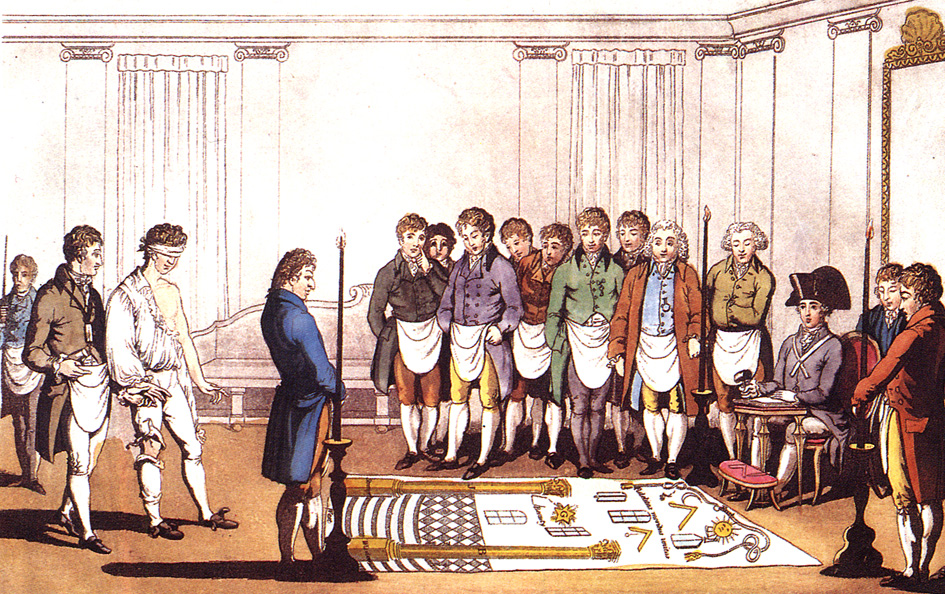
Iniciação de um aprendiz de maçom por volta de 1800. Esta gravura é baseada na de Gabanon sobre o mesmo tema datada de 1745. Os trajes dos participantes são alterados para a moda inglesa no início do século XIX e a gravura é colorida, mas por outro lado é o de 1745.

Os ritos maçônicos são compostos por procedimentos ritualísticos e métodos utilizados para transmitir os ensinamentos e organizar as cerimónias maçônicas.
Cada Rito tem suas características particulares, assemelhando-se ou divergindo do outro em aspectos gerais, em detalhes, mas convergindo em pelo menos um ponto comum: a 'regularidade maçonica, isto é, o reconhecimento internacional amparado pela Constituição de Anderson

## Ritos maçônicos

### Rito Escocês Antigo e Aceito
De origem operativa, praticado também pelos integrantes da Grande Loja dos “ Modernos “ de Londres, pelo Grande Oriente Maçônico para os Países de Língua Portuguesa e pela Grande Loja Geral Escocesa. Em Paris, A Grande Loja Geral Escocesa de Paris, em 1804, uniu particularidades do Rito Antigo Aceito, com a natureza hebraica do Rito de Perfeição e organizou um novo ritual para os graus ditos simbólicos do Rito Escocês Antigo e Aceito. O Rito Escocês Antigo e Aceito ou R.·.E.·.A.·.A.·. é um Rito dentro da Maçonaria, que deriva do Rito de Heredom e da época da fuga dos Cavaleiros Templários para a Escócia. Ligados ao Antigo Testamento e à lenda de Hiram (lenda base da Maçonaria simbólica), julga-se que alguns dos ritos descritos eram praticados por outras ordens secretas existentes em França, como os Martinistas, na Alemanha, ou os Rosa-Cruz, e na Escócia, como os Templários (estes refugiados nesse país depois da sua perseguição nos Grêmios ou Lojas da classe profissional dos Pedreiros Livres aí existentes). O rito é composto de três graus simbólicos e trinta filosóficos. Os graus referidos como Filosóficos, são graus elevados e em número de trinta, onde a filosofia e a moral são estudadas simbolicamente, em cada grau, com lendas ou mitos a estes associados.
Os graus elevados Filosóficos são geridos por vários Supremos Conselhos, que têm como objectivo manter a uniformidade mundial dos rituais e dos métodos utilizados.
O termo "escocês" tem deixado dúvidas quanto à origem do Ritual. Muita gente acredita que, pelo seu nome, ele surgiu na Escócia. Outros acreditam ainda que os principais de seus graus só podem ser auferidos naquele país.
Na realidade as primeiras referências a este Ritual aparecem na França e os seus registros são franceses. Tudo ocorreu porque no final do século XVII, vários maçons escoceses fugiram para a França em virtude de uma série de convulsões sociais que aconteceu nas Ilhas britânicas. Certamente que o tipo de cerimonial que utilizavam durante as reuniões que praticaram ficou definitivamente marcado como Ritual dos Escoceses ou Rito Escocês.

### Rito Escocês Retificado
Rito de correta ritualística tradicional francesa com uma boa base de complemento Cavaleirístico Templário. O Rito Escocês Retificado é também conhecido como Rito de Willermoz, em alusão ao seu criador, Jean Baptiste de Willermoz (Lyon,1730- Lyon,1824), que foi iniciado na maçonaria aos 20 anos de idade em uma loja que funcionava sob os auspícios da Estrita Observância Templária.
A intenção de ter um Rito Escocês Retificado seria trazer de volta antigas influências dos Cavaleiros Templários, como um rito de cavalaria, também de um antigo rito chamado Rito de Heredom. Segundo Willermoz o Rito havia se descaracterizado com o tempo, perdendo assim sua identidade original como um Rito de Cavaleiros.

### Rito de York
O Rito de York é o rito predominante da Maçonaria Norte Americana. Sob sua égide se desenvolveram líderes da sociedade estadudinense nos principios do Amor Fraternal, Auxilio e Verdade. Estudiosos afirmam que este rito tem origens iluministas. O Rito de York, por ser teísta, está mais ligado aos países onde os cultos evangélicos predominam, pois o clero desses cultos tem dado à Maçonaria o apoio e o suporte necessário para a sua evolução e crescimento.
O Rito de York foi fundado no ano de 1799, tendo como organizador e fundador principal o Ir Thomas Smith Webb. É justamente este irmão, que deu a estrutura e doutrina filosófica com os seus respectivos procedimentos gerais ao sistema maçônico que pode ser identificado pelo nome genérico de "Rito Americano" ou "Rito de York".

### Rito Schröder
O Rito Schröder é um ritual maçônico utilizado amplamente nas lojas da Alemanha. Criado por Friedrich Ulrich Ludwing Schroder, que foi um dos reformadores da Maçonaria Alemã, e submetido aos Mestres de Hamburgo em 29 de junho de 1801, que o adotaram por unanimidade, desde logo, conquistou numerosas lojas em toda a Alemanha e em outros países, onde passou a ser praticado, principalmente, por maçons de origem alemã e logo recebeu o cognome de seu fundador.
O rito Schröder é erroneamente confundido e chamado por alguns de "rito escocês retificado ou rito escocês simplificado". Outros atribuem a pecha de seu criador supostamente denominado "Schröder o Cagliostro da Alemanha” e afirmam que o seu ritual é místico, eivado de alquimia, magia e outras titulações, totalmente em oposição ao seu propósito.

### Rito Moderno
É um rito laico da maçonaria que abriga diversas formas de filosofias como o "deísmo, panteismo e o agnosticismo", com grande difusão e prática no continente europeu, onde é conhecido usualmente por Rito Francês e também por Rito Francês Moderno.
O nome deve-se à adoção do Ritual da "primeira" Grande Loja de Londres, dita dos Modernos (conhecem-se os rituais desta primeira Grande Loja, através duma obra publicada em 1730 com o nome de "Masonry Dissected" e que provocou enorme escândalo e alarido na época ao revelar publicamente estes rituais) e que foi traduzido para utilização das primeiras Lojas Simbólicas em França, assim o Rito dos "modernos" é traduzido para francês e passa a denominar-se, por facilidade e abreviação de Rito Francês ou Rito Moderno (neste último caso nos países anglo-saxónicos e na américa latina), em vez de Rito Francês ou Moderno, como é a sua designação correcta, principalmente a partir de 1801, quando o Grande Oriente de França publica o "Régulateur du Maçon" para utilização nas Lojas Simbólicas.
Se citamos uma "primeira" Grande Loja, é porque na maçonaria Inglesa se vai assistir em 1751 ao aparecimento de uma "segunda" Grande Loja, esta Grande Loja, dita dos "Antigos Maçons" apresenta-se como congregando os Maçons fiéis aos "antigos costumes", entre outras coisas critica a "primeira" Grande Loja, dita dos "Modernos", por introduzir inovações e modificações aos Rituais nomeadamente para despistar os profanos que eventualmente tenham lido o livro "Masonry Dissected", estas rivalidades e as suas querelas ou controvérsias bem como os anátemas entre estas duas Grandes Lojas, fazem parte da história da maçonaria Inglesa até 1813, data a partir da qual se fundem, não na sua totalidade, sob a pressão do poder político para criarem a actual Grande Loja Unida de Inglaterra.

### Rito Adonhiramita
Na Europa, o Rito Adonhiramita foi praticado na França e em Portugal, difundindo-se das colônias e sendo o preferido da armada napoleônica. Com a difusão do Rito Francês ou Moderno, o Rito Adonhiramita começou a ser abandonado, restringindo a sua prática ao Brasil, onde se encontra a sua Oficina Chefe. Graças a isso, o Rito manteve a sua pureza original e não sofrendo as influências do teosofismo, ocorrida com os outros ritos no final do século XIX.

### Rito Antigo e Primitivo de Mêmphis
Em 1814 o Irmão Samuel Honis introduziu o Rito na França. A primeira Loja do Rito foi fundada em Montauban a 30 de abril de 1815, pelos Maçons Marconis de Négre, Baron Dumas, Marquis de Laroque e Hipólito Labrunie. Esse rito tem acentuada característica filosófica e hermética.

### Rito de Clermont
Este Rito tem data próxima de 1743, mas este procedimento ritualístico estava em uso desde 1726. É um rito completo e próprio da Maçonaria Inglesa de Ofício.

### Rito Inglês Antigo
O Antigo Rito Inglês, é um rito maçônico completo, cujos manuscritos foram preservados nas bibliotecas da aristocracia europeia. O Rito é um sistema próprio e completo da Franco-maçonaria conforme fora praticado em 1730, pela Antiga Maçonaria Inglesa. É um dos rituais simbolicamente mais corretos ainda em uso pelas Lojas Simbólicas.

### Rito Inglês Moderno (Craft, ou Rito Inominado)
Chama-se Rito Inglês Moderno ao rito que foi adotado depois da união de 1813, quer dizer, a união da Grande Loja dos Antigos (1751) com a Grande Loja dos Modernos (1717). O Ritual de Emulação é parte do Rito Inglês Moderno, que se constitui de vários outros rituais, tais como: Stability, Taylor, Bristol, Logic, Oxomensis, Oxford, West End, Sussex e Nigerian.

### Rito Brasileiro de Maçõns Antios, Livres e Aceitos[5]
O Rito Brasileiro de Maçons Antigos, Livres e Aceitos foi oficialmente aprovado pelo Grande Oriente do Brasil (GOB) em 1914, com sua primeira Loja instalada no mesmo ano, e reconhecido como regular e legítimo em 1919. Este rito destaca-se por seu forte caráter nacionalista e patriótico, buscando conciliar os princípios universais da Maçonaria com a cultura e as particularidades do Brasil. Seu propósito fundamental é o estudo dos problemas nacionais e o aprimoramento moral, intelectual e cívico de seus membros, incentivando o amor à pátria, à família e à humanidade. O Rito Brasileiro estrutura-se em graus simbólicos, administrados pelo GOB, e em graus filosóficos (do 4 ao 33), que são geridos pelo Supremo Conclave Autônomo para o Rito Brasileiro, estabelecido em 1968. Ele se define como evolutivo, buscando o progresso e a adaptação aos tempos atuais, sem perder de vista as tradições maçônicas, e rejeitando formalismos de outros ritos que não se coadunam com a realidade brasileira.

## Ritos praticados no mundo

### Brasil
De entre os principais, praticados no Brasil, destacam-se:
- Rito de York;
- Rito Adonhiramita;
- Rito Brasileiro de Maçons Antigos, Livres e Aceitos;
- Rito Moderno (Francês);
- Ritual de Emulação (Rito Inglês Moderno);
- Rito Escocês Antigo e Aceito;
- Rito Schröder;
- Rito Memphis-Misraïm;
- Rito Escocês Retificado;
- Rito Joanita ou de São João (Húngaro);
- Ritual de Emulação.

### Portugal
Já em Portugal, os principais utilizados são:
- Rito Escocês Antigo e Aceito;
- Rito de York;
- Rito Moderno;
- Rito Escocês Retificado;
- Rito de Memphis-Misraim;
- Rito Português.

### No mundo
No mundo, já existiram mais de duzentos ritos e pouco mais de cinquenta são praticados atualmente. Os mais utilizados são o Rito de York (70%) o Rito Escocês Antigo e Aceito (12%) e o Rito Moderno (7%) (também chamado de Rito Francês ou Moderno na Europa). Juntos, estes três ritos detém como seus praticantes mais de 99% dos maçons especulativos.